# پریمرا فدراسیون
پریمرا فدراسیون، که قبلاً با نام پریمرا دیویسیون آراف‌ایی‌اف شناخته می‌شد، سومین سطح سیستم لیگ فوتبال اسپانیا است که از فصل ۲۲–۲۰۲۱ شروع شده‌است. این لیگ توسط فدراسیون سلطنتی فوتبال اسپانیا اداره و نظارت می‌شود. این لیگ پایین‌تر از دو لیگ حرفه‌ای لا لیگا و سگوندا دیویسیون و بالاتر از سگوندا فدراسیون و ترسرا فدراسیون قرار دارد لیگ دست سوم اسپانیا است.

## تاریخچه
در سال ۲۰۲۰، فدراسیون سلطنتی فوتبال اسپانیا ایجاد سه بخش جدید، دو بخش نیمه حرفه‌ای و یک آماتور را اعلام کرد: پریمرا دیویسیون آراف‌ایی‌اف به عنوان دستهٔ سوم جدید سیستم اسپانیا. سگوندا دیویسیون آراف‌ایی‌اف (با نام کنونی سگوندا فدراسیون) به عنوان دستهٔ چهارم جدید، به‌طور گسترده با استفاده از همان فرمت سگوندا دیویسیون بی که در سال ۱۹۷۷ ایجاد شد. و ترسرا دیویسیون آراف‌ایی‌اف (با نام کنونی ترسرا فدراسیون) به عنوان دستهٔ پنجم، در پیروی همان لیگ ترسرا دیویسیون از سال ۱۹۷۷ که به موجب آن گروه‌ها به تیم‌هایی از هر یک از جوامع خودمختار کشور محدود می‌شوند و توسط یک نهاد محلی اداره می‌شوند.
در ۳۰ ژوئن ۲۰۲۲، پس از تنها گذشت یک فصل از این لیگ، پریمرا دیویسیون آراف‌ایی‌اف به پریمرا فدراسیون تغییر نام داد.

## فرمت لیگ

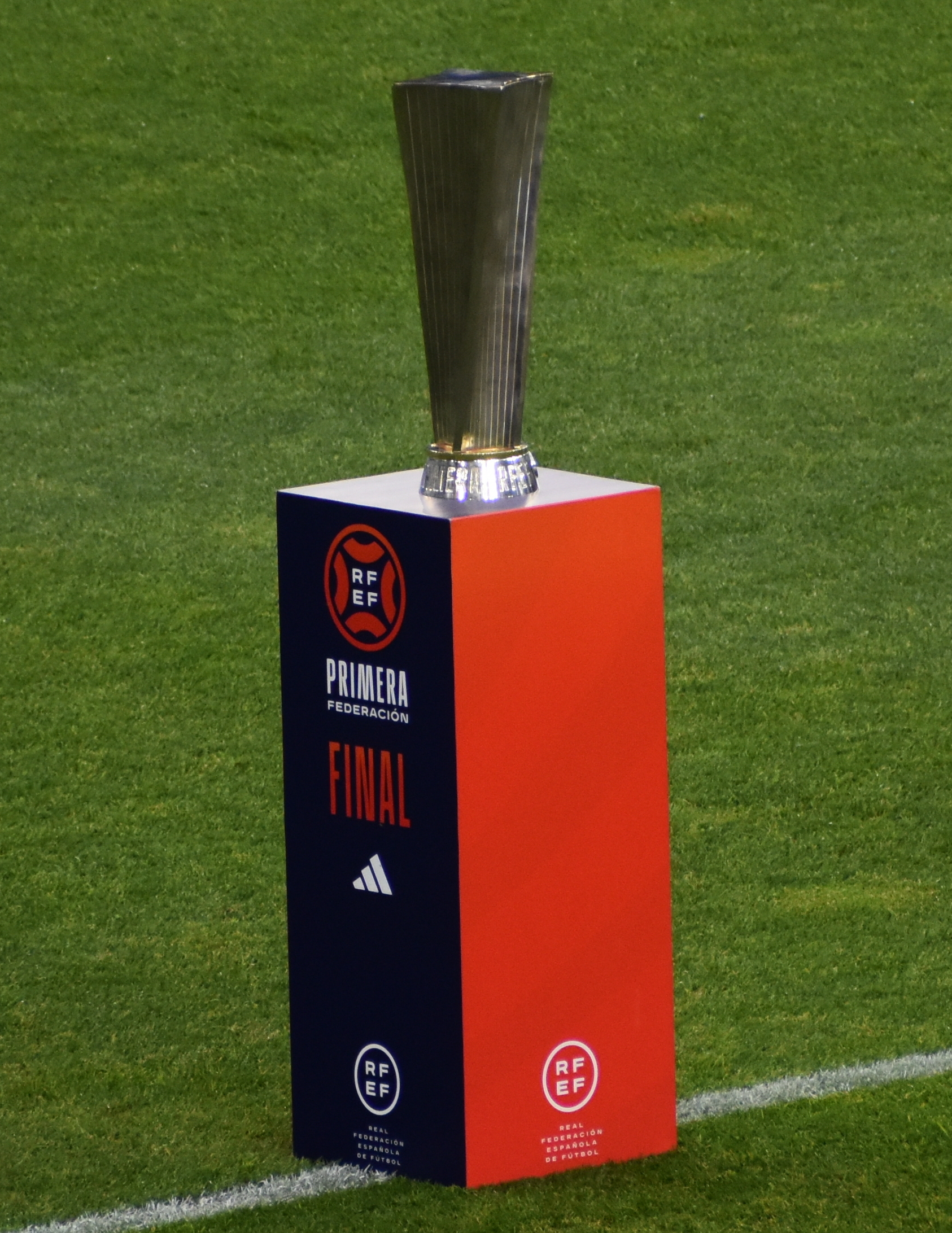
دپورتیوو لاکرونیا در بازی نهایی لیگ ۲۴-۲۰۲۳

پریمرا فدراسیون از مجموع ۴۰ تیم تشکیل شده‌است که به دو گروه ۲۰ تیمی بر اساس مجاورت جغرافیایی تقسیم شده‌اند که این تقسیم در ابتدا با تقسیم دو گروه شمال غربی و جنوب شرقی می‌باشد. در فصل اول، ۴ تیم سقوط کرده از سگوندا دیویسیون (لا لیگا ۲) و بقیه از سگوندا دیویسیون بی خواهند بود.
مانند سایر بخش‌های اسپانیا، این مسابقات سالانه از اواخر اوت یا اوایل سپتامبر آغاز می‌شود و در ماه مه یا ژوئن سال بعد به پایان می‌رسد. بیست تیم هر گروه دو بار در خانه و خارج از خانه و در مجموع سی و هشت مسابقه با یکدیگر بازی خواهند کرد. در پایان فصل، هفت تیمی که در هر گروه بیشترین امتیاز را کسب کرده‌اند، به استثنای تیم‌های رزورو، جواز حضور در دوره بعدی کوپا دل ری را کسب می‌کنند. در پایان فصل در مجموع چهار تیم به رده دوم صعود خواهند کرد که قهرمانان هر گروه به‌طور خودکار و مستقیم به سگوندا دیویسیون صعود خواهند کرد. تیم‌های دوم تا پنجم در پلی آف صعود به دسته دوم بازی خواهند کرد، جایی که در نهایت دو تیم از هشت تیم برنده پلی‌آف به سگوندا دیویسیون صعود خواهند کرد. در ارتباط با تیم‌های سقوط کننده به این شکل است که پنج تیم آخر هر گروه به رده چهارم (سگوندا فدراسیون) سقوط خواهند کرد.

### شرایط حضور تیم‌های دوم باشگاه‌ها
تیم‌های رزرو در صورتی می‌توانند در پریمرا دیویسیون شرکت کنند که تیم‌های اول آن‌ها در یک دسته بالاتر به رقابت بپردازند، اما نمی‌توانند در همان دسته شرکت کنند. اگر تیمی سقوط کند یا به همان دسته صعود کند، تیم ذخیره از صعود خودداری می‌کند یا به‌طور خودکار به یک دسته پایین‌تر سقوط می‌کند تا اطمینان حاصل شود که در یک دسته جداگانه قرار می‌گیرند.

## تیم‌ها
تیم‌های حاضر در پریمرا فدراسیون برای فصل ۲۳–۲۰۲۲ در زیر فهرست شده‌اند.
| گروه ۱ | گروه ۲ |
| --- | --- |
| - آلکورکون - آلخسیراس - باداخوز - سلتا بی - سئوتا - کوردوبا - لئونسا - دپورتیوو لاکرونیا - فوئنلابرادا - اینترناسیونال - لینارس - لیننسه - مریدا - پونته‌ودرا - راسینگ فرول - رایو ماخاداهوندا - رئال مادرید کاستیا - سان فرناندو - ریس - اونیونیستاس | - آلکویانو - آموربیتا - اتلتیکو بالئاریس - بارسلونا اتلتیک - اتلتیک بیلبائو بی - کالاهوررا - کاسته‌یون - کورنیا - الدنسه - خیمناستیک - اینترسیتی - لا نوسیا - مورسیا - نومانسیا - اوساسونا بی - رئال سوسیداد بی - رئال اونیون - سابادل - دپورتیوو لوگرونیس - دپورتیوا لوگرونیس |

## فصل‌ها
| فصل     | قهرمان گروه ۱   | قهرمان گروه ۲ | سایر تیم‌های صعود کننده |
| ------- | --------------- | ------------- | ---------------------- |
| ۲۲–۲۰۲۱ | راسینگ سانتاندر | آندوررا       | آلباسته و ویارئال بی   |

پررنگ: قهرمان کلی لیگ

## قهرمانان و صعودکنندگان
| باشگاه          | قهرمانی گروه‌ها | قهرمانی کلی لیگ | صعودکنندگان | سال قهرمانی (گروهی) |
| --------------- | -------------- | --------------- | ----------- | ------------------- |
| راسینگ سانتاندر | ۱              | ۱               | ۱           | ۲۲–۲۰۲۱ (۱)         |
| آندوررا         | ۱              | ۰               | ۱           | ۲۲–۲۰۲۱ (۲)         |
| آلباسته         | ۰              | ۰               | ۱           | -                   |
| ویارئال بی      | ۰              | ۰               | ۱           | -                   |

پررنگ: عنوان‌های کلی